# Czeladź (miasto)
Czeladź – miasto w południowej Polsce, w województwie śląskim, w powiecie będzińskim. Jest najstarszym miastem powiatu będzińskiego oraz całego Zagłębia Dąbrowskiego, prawa miejskie otrzymało w XIII w.
Według danych z 31 grudnia 2021 r. w mieście mieszkało 30 492 osób.

## Położenie
Czeladź jest położona w Zagłębiu Dąbrowskim, nad rzeką Brynicą, w centralnej części Górnośląskiego Okręgu Przemysłowego.
Pod względem historycznym Czeladź leży w dawnej ziemi krakowskiej, stanowiącej część Małopolski.
Według danych z 1 stycznia 2010 r. powierzchnia miasta wynosiła 16,4 km². Miasto stanowi 4,5% powierzchni powiatu.
Graniczy z miastami: Będzin, Sosnowiec, Katowice oraz Siemianowice Śląskie.

## Środowisko naturalne

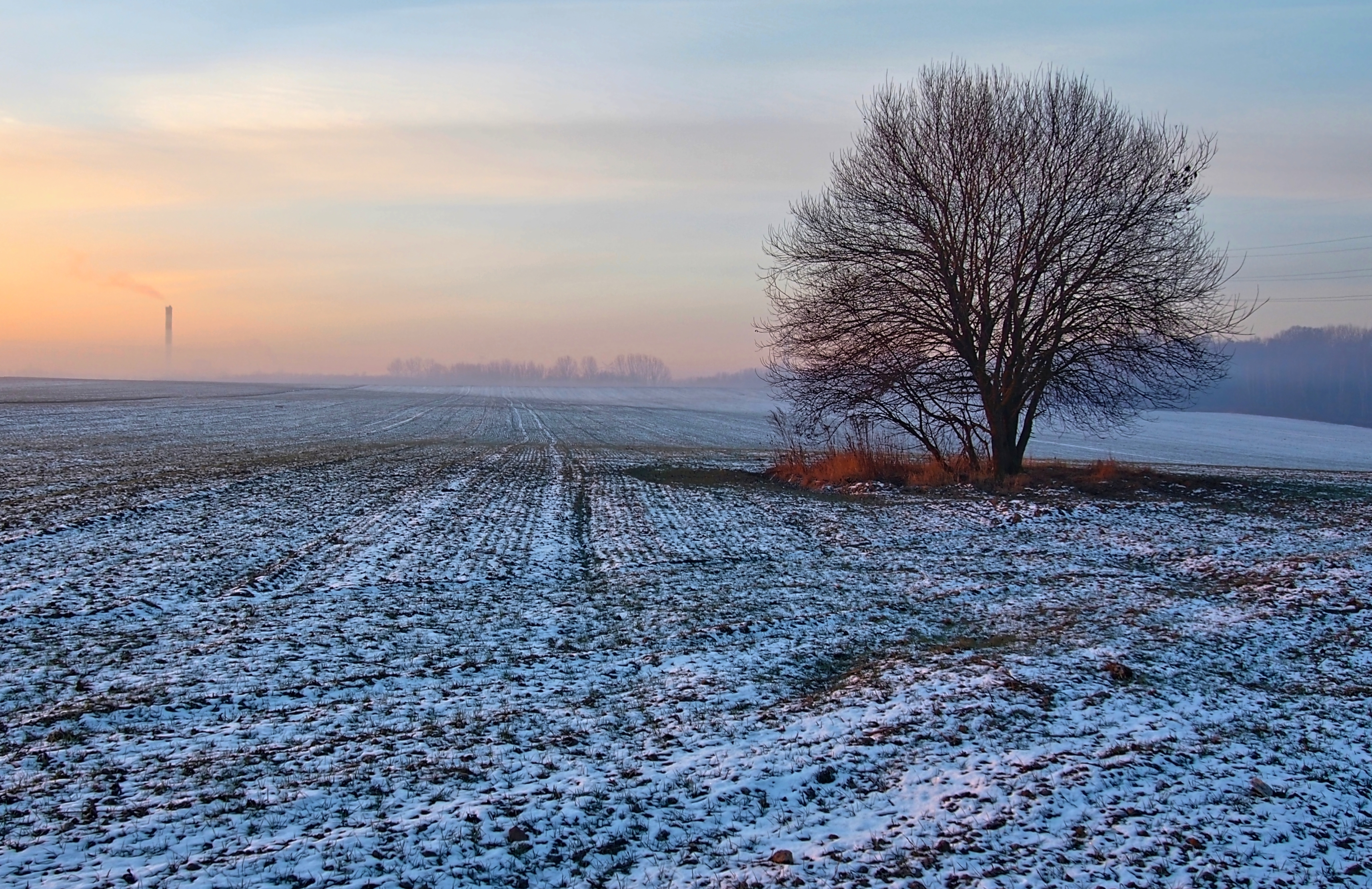
Pola w Czeladzi zimą

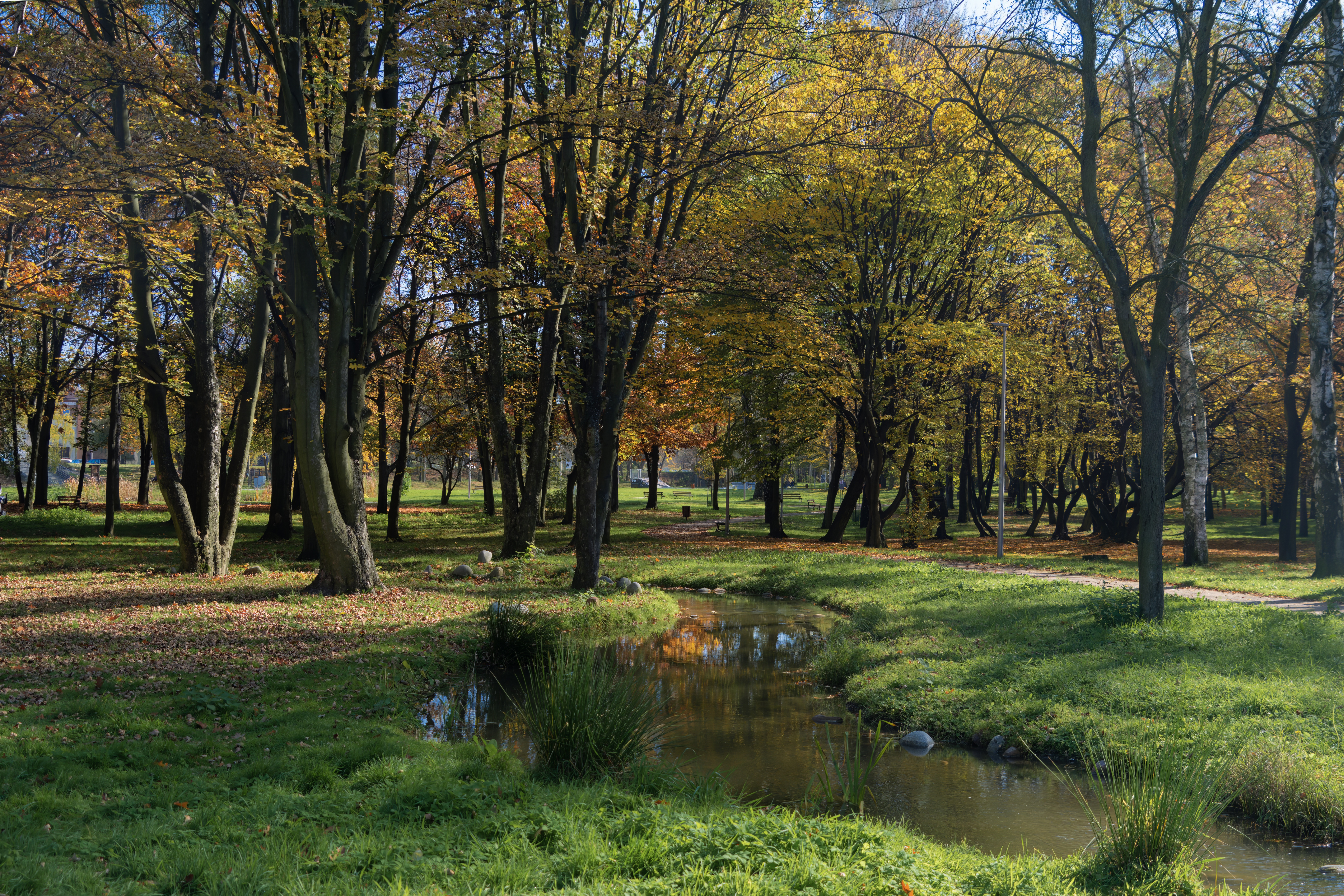
Park Grabek w Czeladzi

Według danych z 2002 r. Czeladź ma obszar 16,4 km², w tym użytki rolne 49%.
- Rzeka Brynica
- Wzgórze Borzecha (281 m n.p.m.)
- Wzgórze Zglisko/Żglisko (274,9 m n.p.m.), na którym znajduje się średniowieczne miasto lokacyjne

Parki miejskie:
- Park im. Jordana (pow. 7 ha) – zlokalizowany jest wzdłuż ul. Katowickiej, po wschodniej stronie Brynicy
- Park Miejski im. Tadeusza Kościuszki (pow. 2,4 ha) – leży w centralnej części miasta w dolinie Brynicy przy ul. Katowickiej i 1 Maja
- Park Grabek (pow. 13,0 ha)– położony na prawym brzegu rzeki Brynicy
- Park Prochownia (pow. 4,43 ha) – leży w północnej części dzielnicy Piaski
- Park przy ul. Kościuszki w dzielnicy Piaski (pow. 1,4 ha)
- Park przy ul. Mickiewicza w dzielnicy Piaski (pow. 1,5 ha)
- Park przy ul. 21 Listopada (pow. 3 ha)
- Park przy budynku Muzeum Saturn (pow. 1 ha)
- Park Harcerski Kamionka – za Urzędem Miasta
- Park Alfred (pow. 6 ha) – powstał na zrekultywowanym terenie poprzemysłowym kopalni Saturn, na południe od ul. Powstańców Śląskich
- Ogród Morwowy (pow. 3,4 ha) – w dolinie Brynicy, na południowym krańcu Parku Grabek

## Demografia
Struktura demograficzna mieszkańców Czeladzi według danych z 31 grudnia 2007 r.:
| Opis                                | Ogółem | Ogółem | Kobiety | Kobiety | Mężczyźni | Mężczyźni |
| ----------------------------------- | ------ | ------ | ------- | ------- | --------- | --------- |
| Jednostka                           | osób   | %      | osób    | %       | osób      | %         |
| Populacja                           | 34 072 | 100    | 17 981  | 52,77   | 16 091    | 47,23     |
| Wiek przedprodukcyjny (0–17 lat)    | 5166   | 15,16  | 2496    | 7,33    | 2670      | 7,84      |
| Wiek produkcyjny (18–65 lat)        | 22 696 | 66,61  | 11 205  | 32,89   | 11 491    | 33,73     |
| Wiek poprodukcyjny (powyżej 65 lat) | 6210   | 18,23  | 4280    | 12,56   | 1930      | 5,66      |

Piramida wieku mieszkańców Czeladzi w 2014 r.:

## Nazwa
Nazwa miejscowości wzmiankowana jest po raz pierwszy w 1228 roku w formie Chelad. Później notowano także formy: 1238 Celazc, 1242 Celaz, 1243 Celad, 1257 Czheladiz, 1260 Zelazt, Czelath, 1325 Zedladz, 1328 Czedlaz, 1468 Czelacz, Czelandz, 1529 Czelącz .
Nazwa miasta wywodzi się od wyrazu czeladź (psł. *čeľadь), którą zastosowano w znaczeniu ogółu osób pełniących odpłatną służbę na dworze książęcym, prawdopodobnie obsługujących pobliski zamek w Będzinie.

## Historia

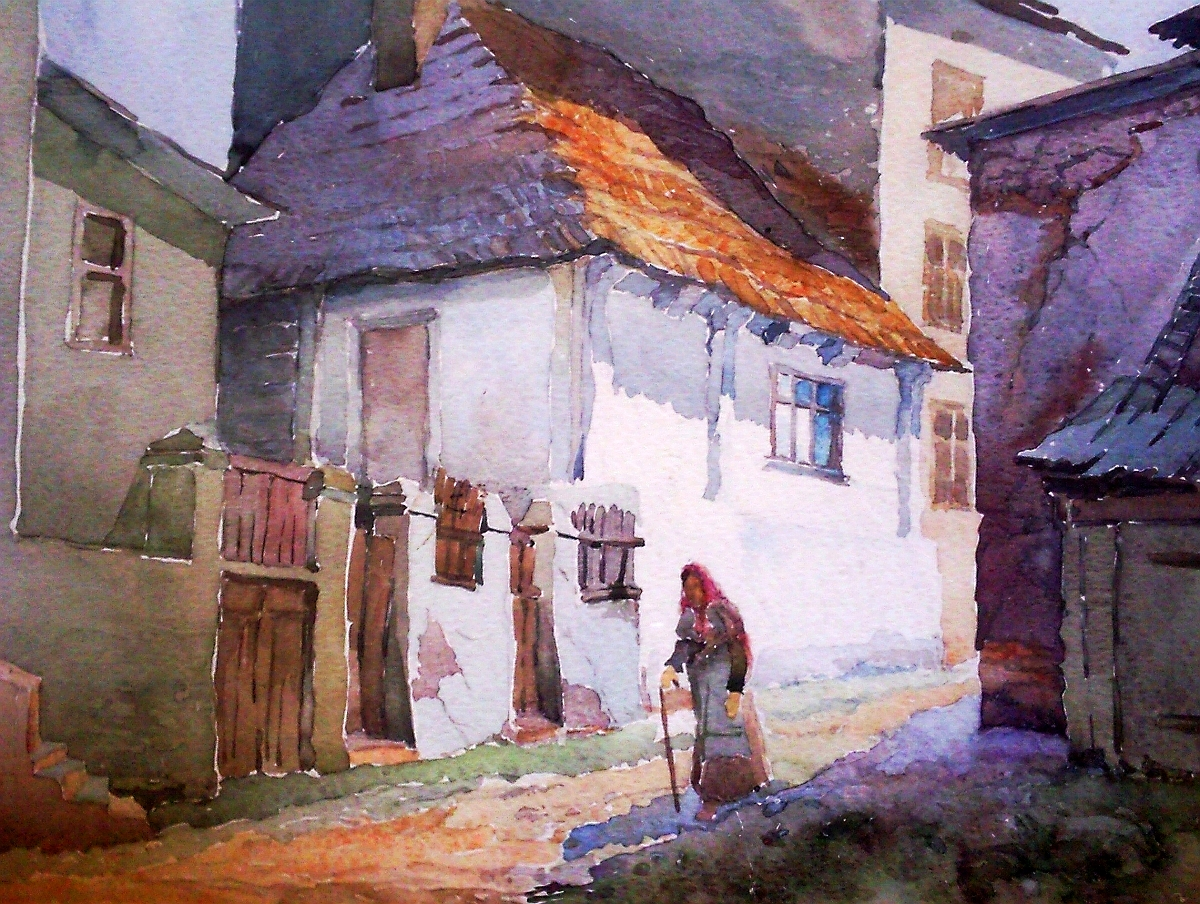
Dawna Czeladź w akwareli Zofii Hajdas

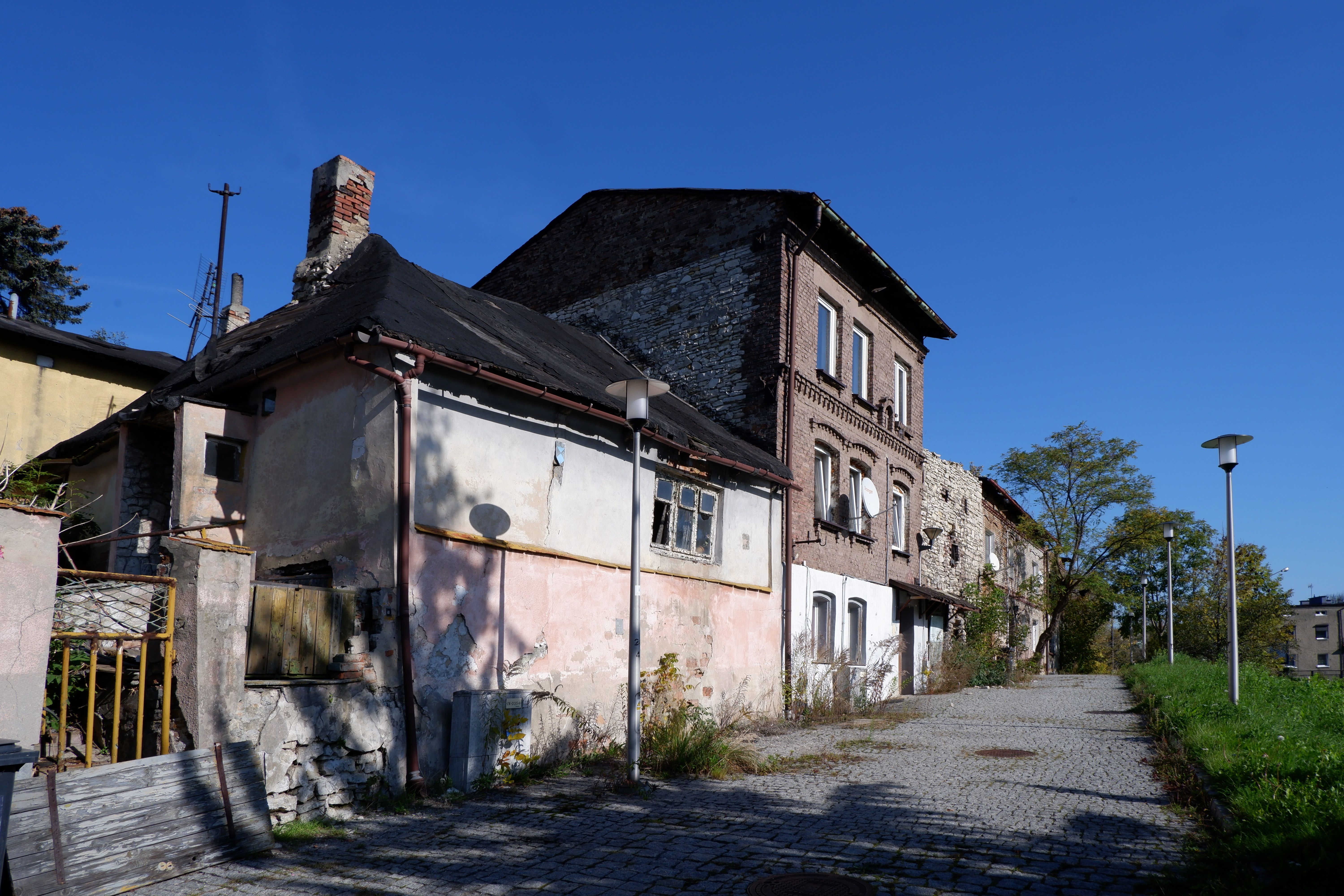
Stare Miasto – ulica Ciasna

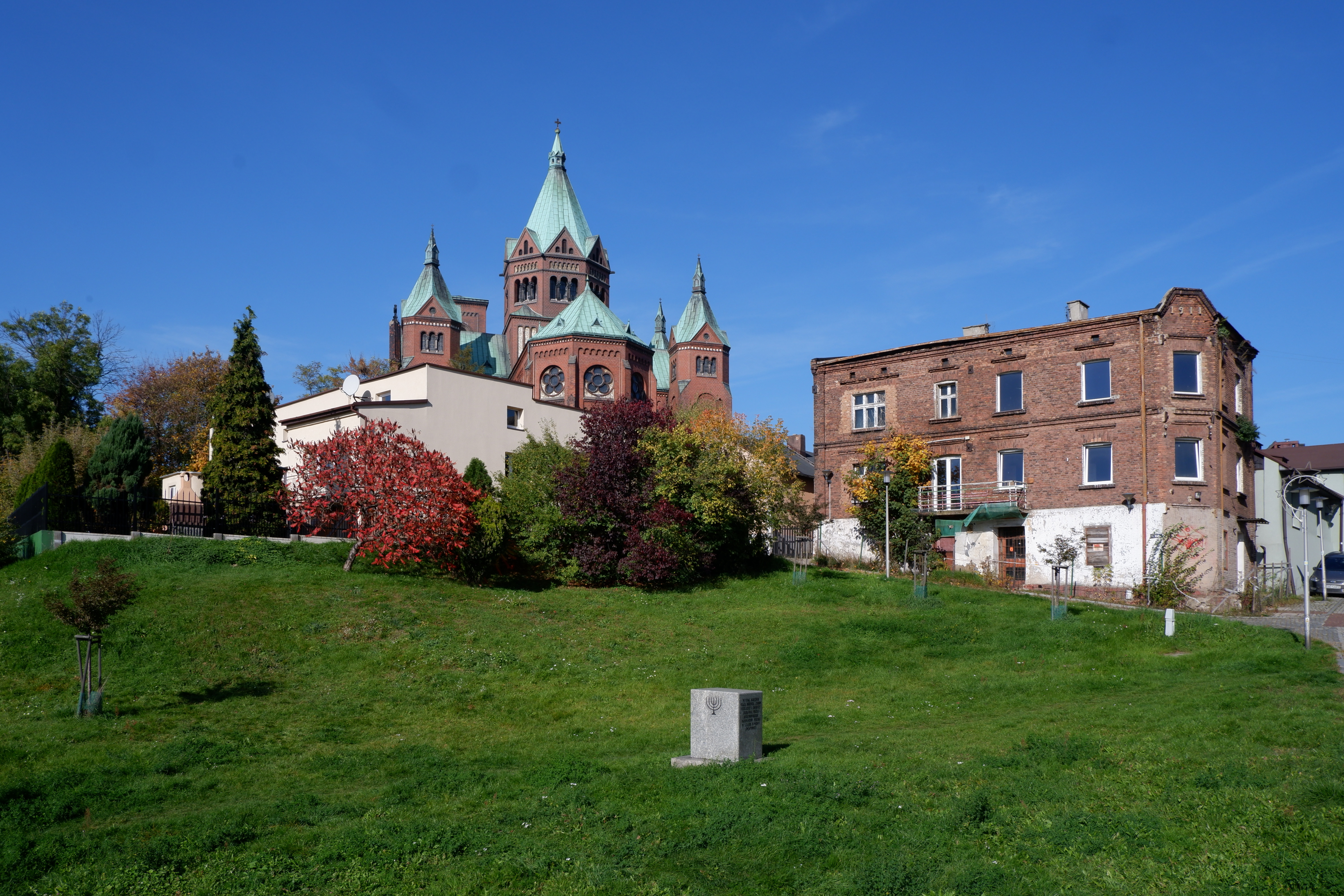
Miejsce po synagodze

Miejscowość powstała w XIII wieku i dość wcześnie otrzymała prawa miejskie. Od 1238 wymieniana jest już jako miasto. Do początku XIII wieku była własnością książęcą. W 1228 Kazimierz I książę opolski nadał komesowi Klemensowi z Ruszczy majętności w tym m.in. wieś Czeladź, który z kolei zapisał ją benedyktynkom ze Staniątek. W 1238 biskup krakowski Wisław z Kościelca potwierdził opactwu Benedektynek w Staniątkach nadanie przez Klemensa z Ruszczy wielu wsi, m.in. Czeladzi wraz z bobrami oraz karczmą. W 1242 nadanie to potwierdził dokumentem książę Konrad Mazowiecki. W latach 1443–1790 miasto wchodziło w skład księstwa siewierskiego.
W 1443 Wacław I cieszyński sprzedał księstwo wraz z miastem Czeladź oraz przynależnym mu cłem biskupowi krakowskiemu kardynałowi Zbigniewowi Oleśnickiemu. Od XV wieku miejscowość należała do biskupstwa krakowskiego.
Miasto odnotowują historyczne dokumenty podatkowe i własnościowe. W latach 1470–1480 w Czeladzi znajdowało się 29 łanów czynszowych należących do mieszczan oraz 3 łany wolne. Był także 1 łan należący do miejscowego wójta oraz 2 do niejakiego Przełajskiego. Role i łąki w miejscowości posiadał również pleban. W 1522 miasto oprócz łanów posiadało także 5 niw, 5 ogrodów, sadzawkę oraz browar. W mieście odnotowano także drugi browar, który wraz z 2 łanami należał do czeladzkiego wójta. Mieszczanie byli zwolnieni od wszelkich prac na rzecz biskupa oraz jego zamku w Siewierzu, z wyłączeniem prac remontowych przeprowadzanych dla wspólnego dobra miasta. W Czeladzi każdego roku przedstawiciele kapelana krakowskiego odprawiali sąd gajony. W mieście odbywały się 2 jarmarki: w maju oraz 27 września na Św. Stanisława, a w każdy wtorek miały miejsce również targi. Mieszkańcy byli zwolnieni od cła pobieranego w Siewierzu, a także swobodnie mogli zbierać drzewo w lesie biskupim zwanym Łagiski. W 1529 w mieście pobierano cło, wynoszące łącznie z cłem siewierskim 45 grzywien 16 groszy oraz opłatę 6 grzywien 32 groszy na poczet szosu. W 1574 miasto otrzymał przywilej pobierania opłaty mostowej na rzece Brynicy, który potwierdzony został w 1792 .
Po III rozbiorze Polski w 1795 roku miejscowość znalazła się w zaborze pruskim, a po kongresie wiedeńskim w 1815 roku leżała w Królestwie Polskim, początkowo w województwie krakowskim, od 1837 roku w guberni krakowskiej, od 1841 roku – w kieleckiej, od 1844 roku – w radomskiej, a od 1867 roku – w piotrkowskiej. W Słowniku geograficznym Królestwa Polskiego wymieniona jest jako „osada dawniej miasto”, co wskazuje na utratę praw miejskich prawdopodobnie jako represje za zrywy powstańcze przeciw Rosji. Miejscowość leżała w powiecie będzińskim w gminie Gzichów i parafii Czeladź na samej granicy rosyjsko-pruskiej wchodząc w skład Imperium Rosji. W 1827 w miejscowości znajdowały się 233 domy zamieszkiwane przez 1099 mieszkańców, a w 1860 liczba domów wzrosła do 253, a mieszkańców do 1600. Carski ukaz z 1866 przekazał grunty powójtowskie na własność mieszczan. W 1880 liczba domów wynosiła 276 z czego tylko 21 było murowanych. Miejscowość zamieszkiwało wówczas 3002 mieszkańców w tym 2190 mieszczan oraz 812 włościan. Miasto liczyło 1835 mórg ziemi mieszczańskiej, a także 209 mórg ziemi folwarcznej, 198 mórg włościańskiej oraz 6 kościelnej.
Od XIX wieku Czeladź była ważnym ośrodkiem wydobycia węgla kamiennego, gdzie znajdowały się dwie kopalnie: (kopalnia „Saturn” oraz kopalnia „Czeladź”). Duże zasługi w rozwoju miasta zarówno w okresie do wybuchu I wojny światowej, jak i w okresie międzywojennym położyli łódzcy fabrykanci, w tym właściciele największych fabryk przemysłu włókienniczego, którzy od 1899 r. stali się właścicielami kopalni „Saturn”. Dwaj z nich – Alfred Biedermann i Karol Wilhelm II Scheibler zostali uhonorowani w marcu 1930 r. przez prez. Ign. Mościckiego Złotym Krzyżem Zasługi – „za zasługi dla rozwoju polskiego przemysłu węglowego oraz dla gospodarczego i kulturalnego rozwoju Zagłębia Dąbrowskiego”. Obaj też posiadają swoje ulice w Czeladzi.
W czasie II wojny światowej obowiązywała niemiecka nazwa miasta: Häuerstadt. W latach 1957–1975 Czeladź była miastem na prawach powiatu. W latach 1975–1998 miasto administracyjnie należało do województwa katowickiego. W 1996 r. w Czeladzi zostało wybudowane pierwsze centrum handlowe M1 w Polsce.

## Zabytki

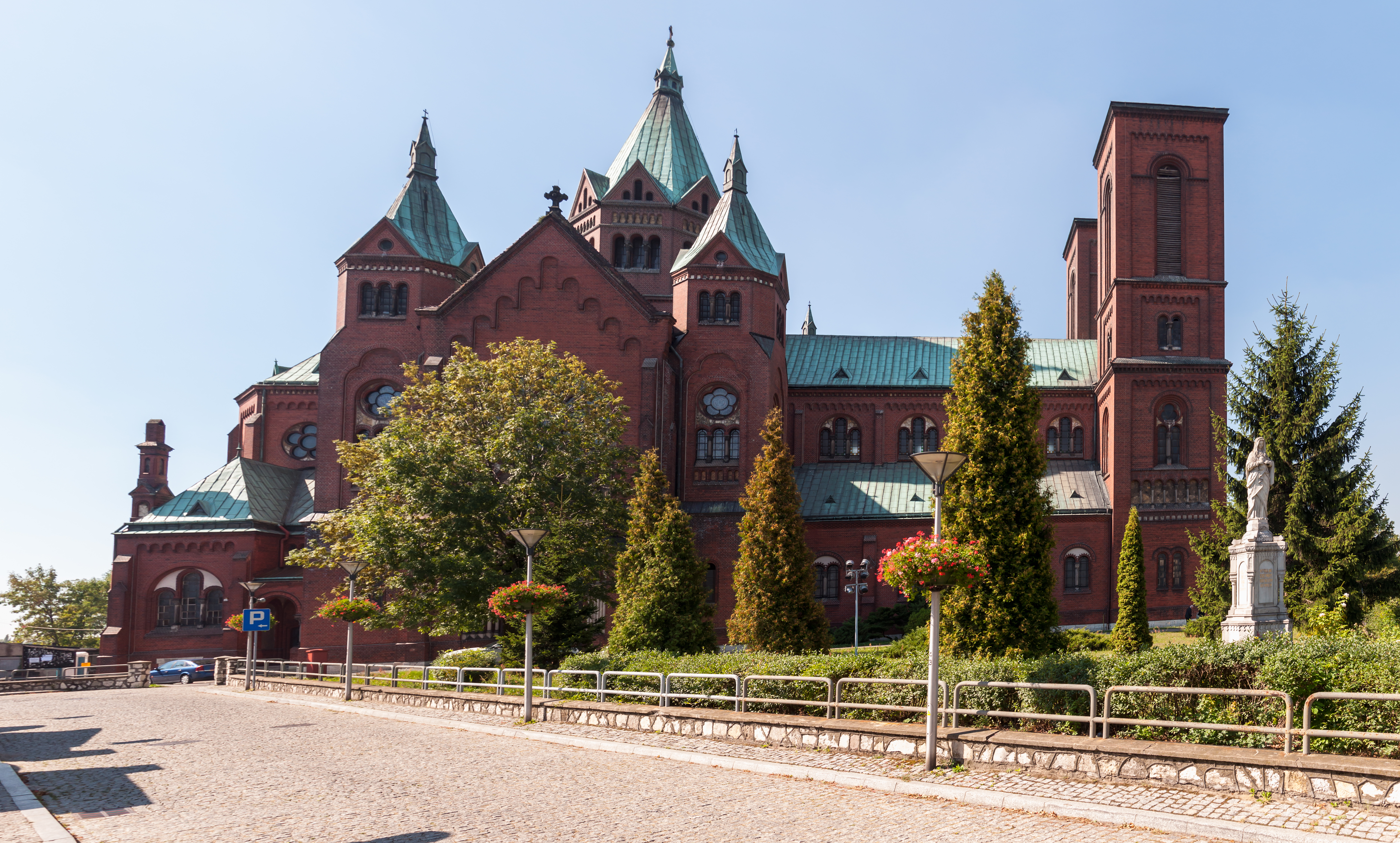
Neoromański kościół par. pw. św. Stanisława

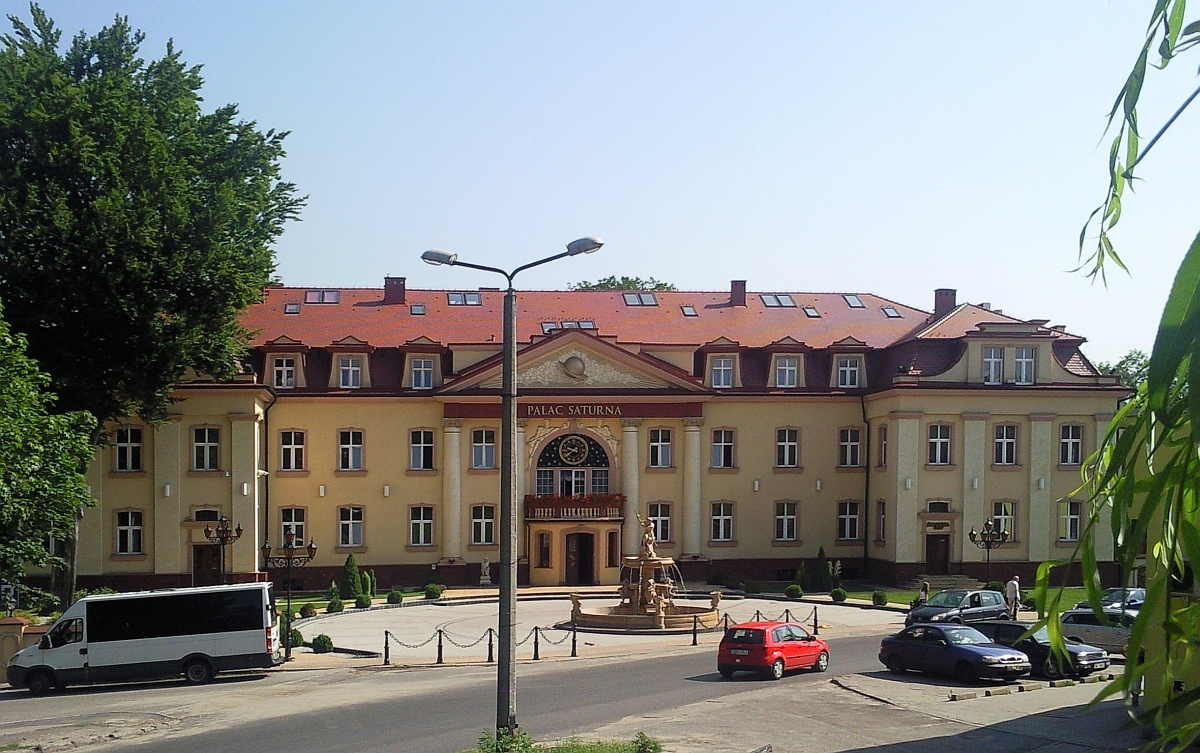
Pałac Saturna

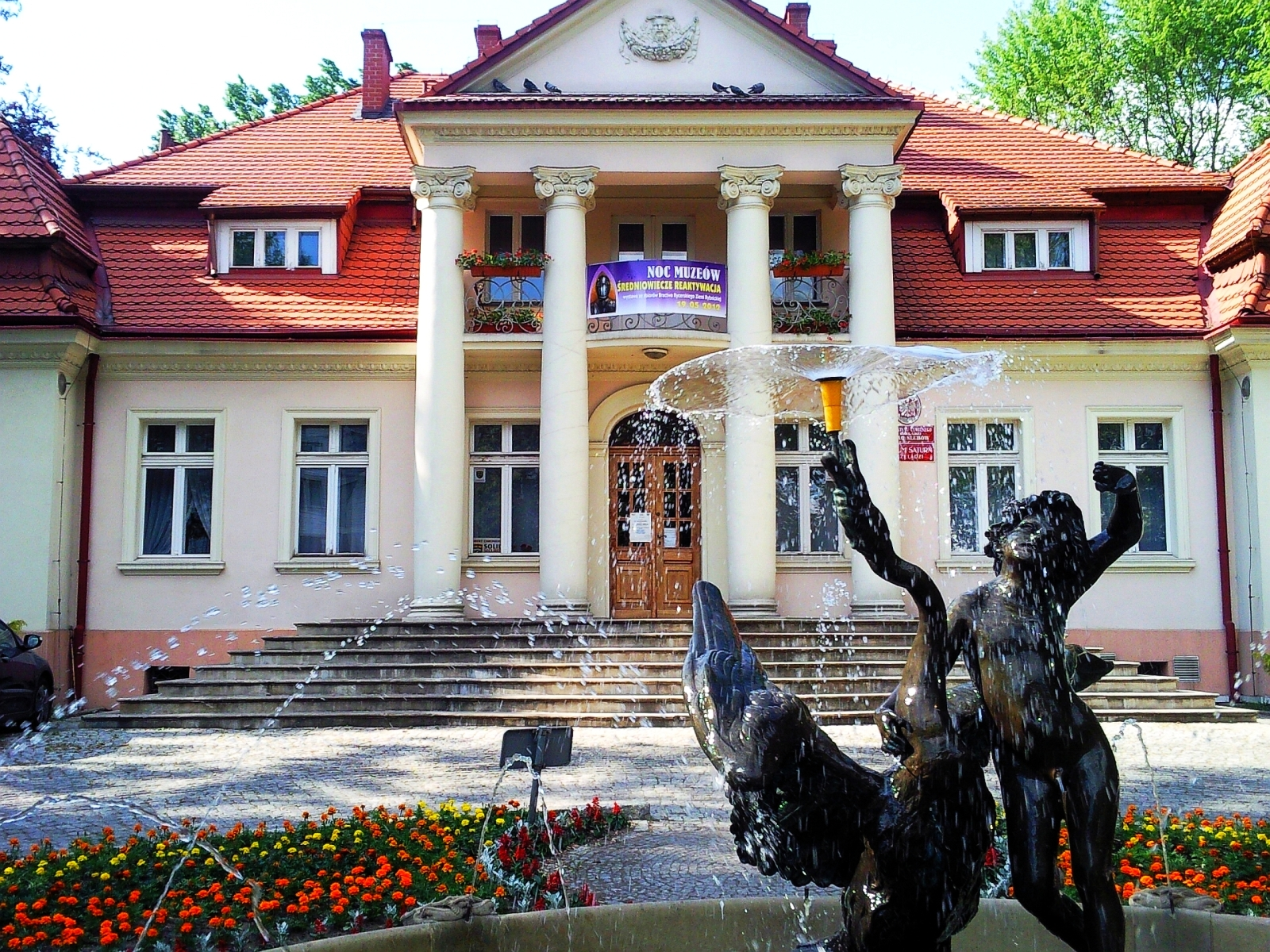
Pałac Pod Filarami w Czeladzi – dawna willa naczelnego dyrektora kopalni „Saturn”

Od 1 marca 2010 zaczęło tam funkcjonować Muzeum Saturn przekształcone z dotychczas działającej Czeladzkiej Izby Tradycji. Pałac znajduje się w zabytkowej dzielnicy. Niedaleko budynku mieści się: Pałac Saturna – były gmach Towarzystwa Górniczo-Przemysłowego „Saturn”, budynek straży ogniowej, osiedle robotnicze i domy urzędnicze kopalni „Saturn”.

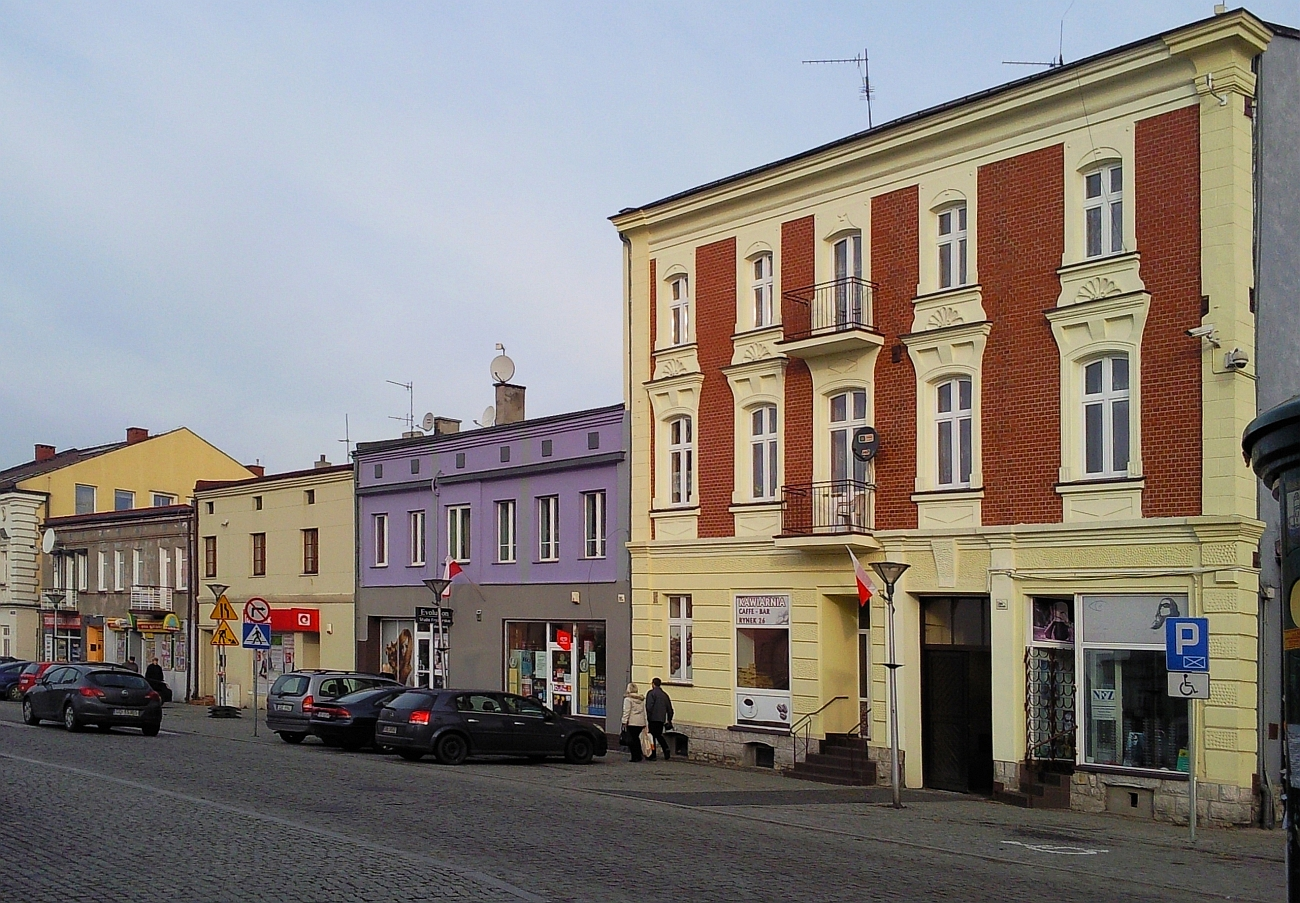
Kamienice przy czeladzkim rynku

- Kościół św. Stanisława Biskupa zbudowany w latach 1905–1911 w stylu francuskiego neoromanizmu wg proj. H. Kudera i T. Pajzderskiego. We wnętrzu bogate wyposażenie, które stanowią m.in.: oryginalne organy z 1637, ołtarze z XVIII wieku, XVII-wieczne monstrancje i kielichy. Malowidła ścienne (1963-68) oraz proj. witraży wyk. M. Makarewicz. W kościele znajduje się również relikwiarz z relikwiami licznych świętych, m.in.: św. Franciszka z Asyżu, św. Wojciecha, św. Stanisława Kostki, św. Ojca Pio;
- Figura św. Jana Nepomucena z XVIII w. znajdująca się na placu kościelnym św. Stanisława;
- Zabytkowy układ architektoniczny starego miasta z XIII w.;
- Budynek dawnego domu ariańskiego przy ul. Rynkowej 2 z 1. poł. XVII w.[16];
- Dom przy ul. Kościelnej z końca XVIII w.;
- Kamienica przy ul. Bytomskiej poł. XIX w. (ob. ING Bank Śląski);
- Późnobarokowa kamienica w Rynku;
- Drewniany dom mieszkalny z XVIII/XIX w. przy ul. Pieńkowskiego;
- Budynek dawnej straży pożarnej z 1910 r.;
- Kapliczka przydrożna z figurą Chrystusa Salwatora przy ul. Wojkowickiej (XIX w.);
- Kamienny krzyż przy ul. Bytomskiej z 1898 r.;
- Zabytkowe osiedle górnicze w dzielnicy Piaski[17] – początkami sięga lat 50. XIX w., gdy trzynastu czeladzkich mieszczan zawiązało spółkę w celu poszukiwań złóż węgla. Powstała kopalnia (najpierw pod nazwą „Ernest-Michał”, później „Czeladź”), a następnie kolonia robotnicza. Piaski były typową dzielnicą robotniczo-urzędniczą, wyposażoną w infrastrukturę socjalną – szkoły (zob. Szkoła powszechna Towarzystwa Kopalń Węgla „Czeladź”), klub urzędniczy, ogródek jordanowski, sklepy i kościół. Osiedle składało się z kilku mniejszych kolonii, ograniczonych m.in. ul.: Mickiewicza, Kościuszki, Nowopogońską i Warszawską. Charakter najbardziej jednorodny stylowo mają domy w pn.-wsch. części w formie piętrowych domów ustawionych szczytami do ulicy. Inne budowle to Dom Katolicki, wille kadry urzędniczej kopalni (ul. Sikorskiego), Klub Urzędnika;
- Kościół Matki Boskiej Bolesnej (sanktuarium św. Jana Vianneya). Wybudowane w 1923 z funduszów francusko-belgijskiego Towarzystwa Kopalń Węgla Czeladź jako 3-nawowa bazylika z transeptem i wydłużonym, prosto zamkniętym prezbiterium, w stylu nawiązującym do północnowłoskich bazylik romańskich;
- Pałac „Pod Filarami”, wybudowany w stylu neoklasycystycznym przez Kopalnię „Saturn” w 1924 r.;
- Osiedle robotnicze, tzw. Stara Kolonia, przy ul. 21 Listopada[18].

## Gospodarka

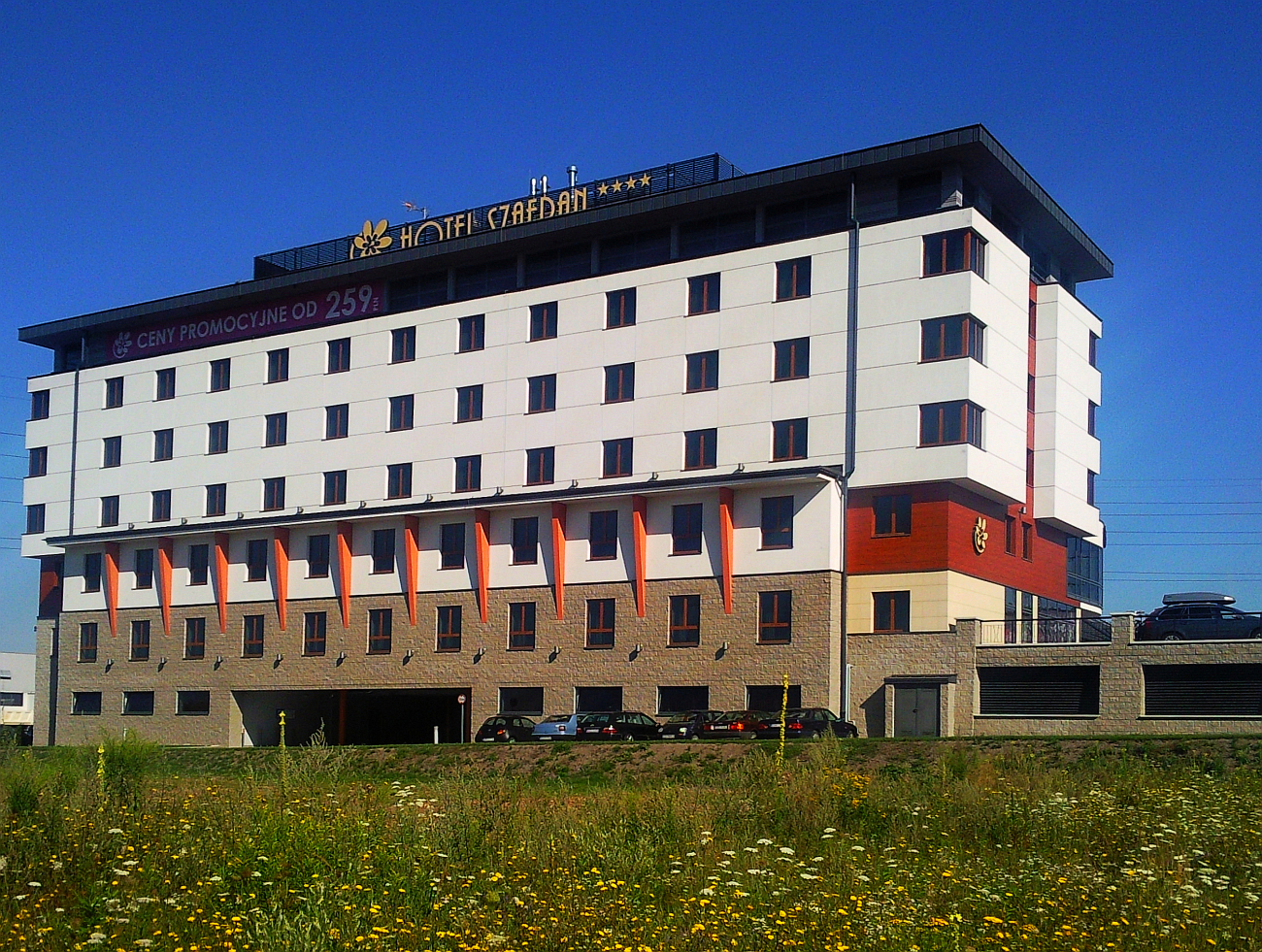
Hotel Szafran – widok od strony ulicy Wiejskiej

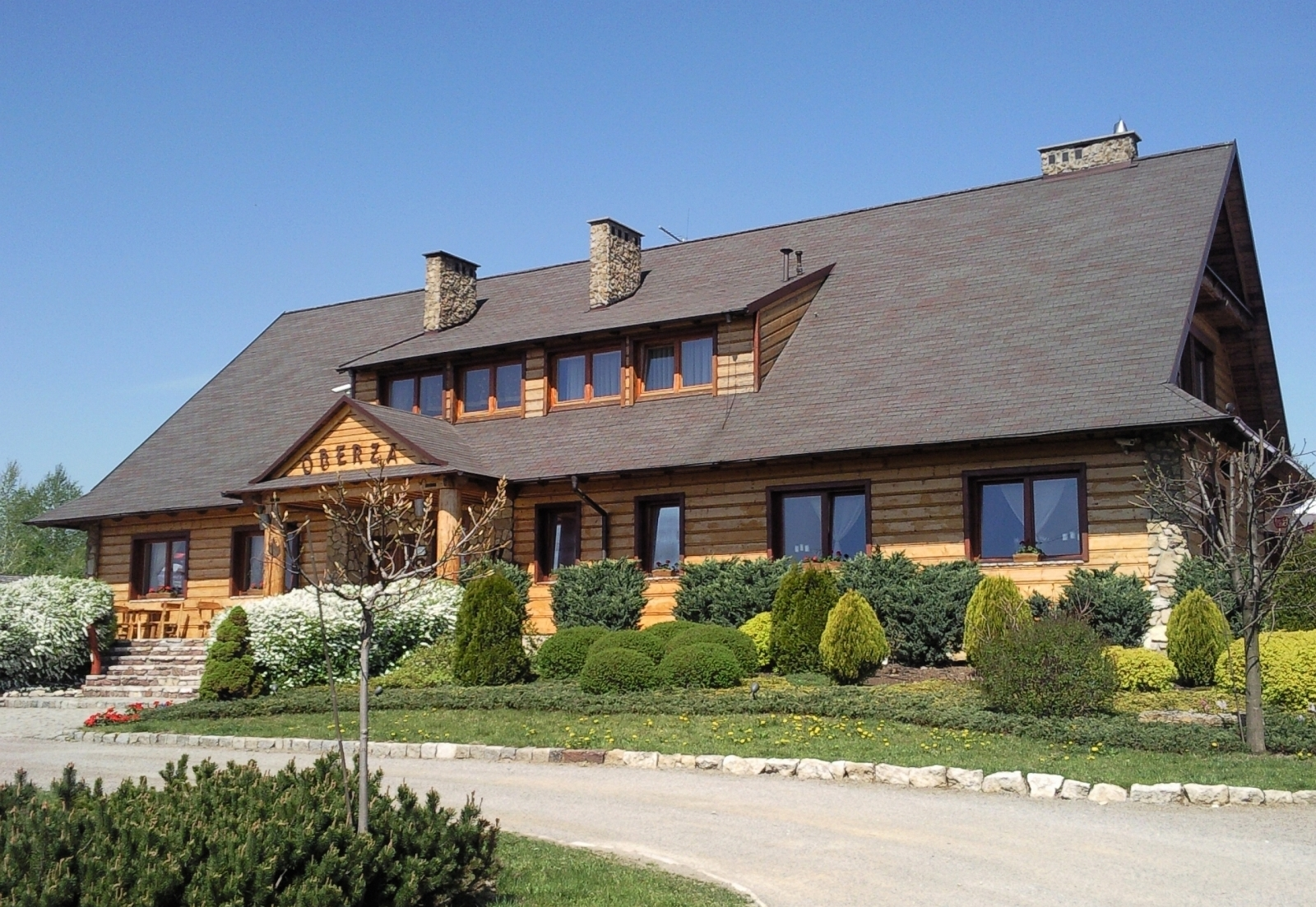
Oberża

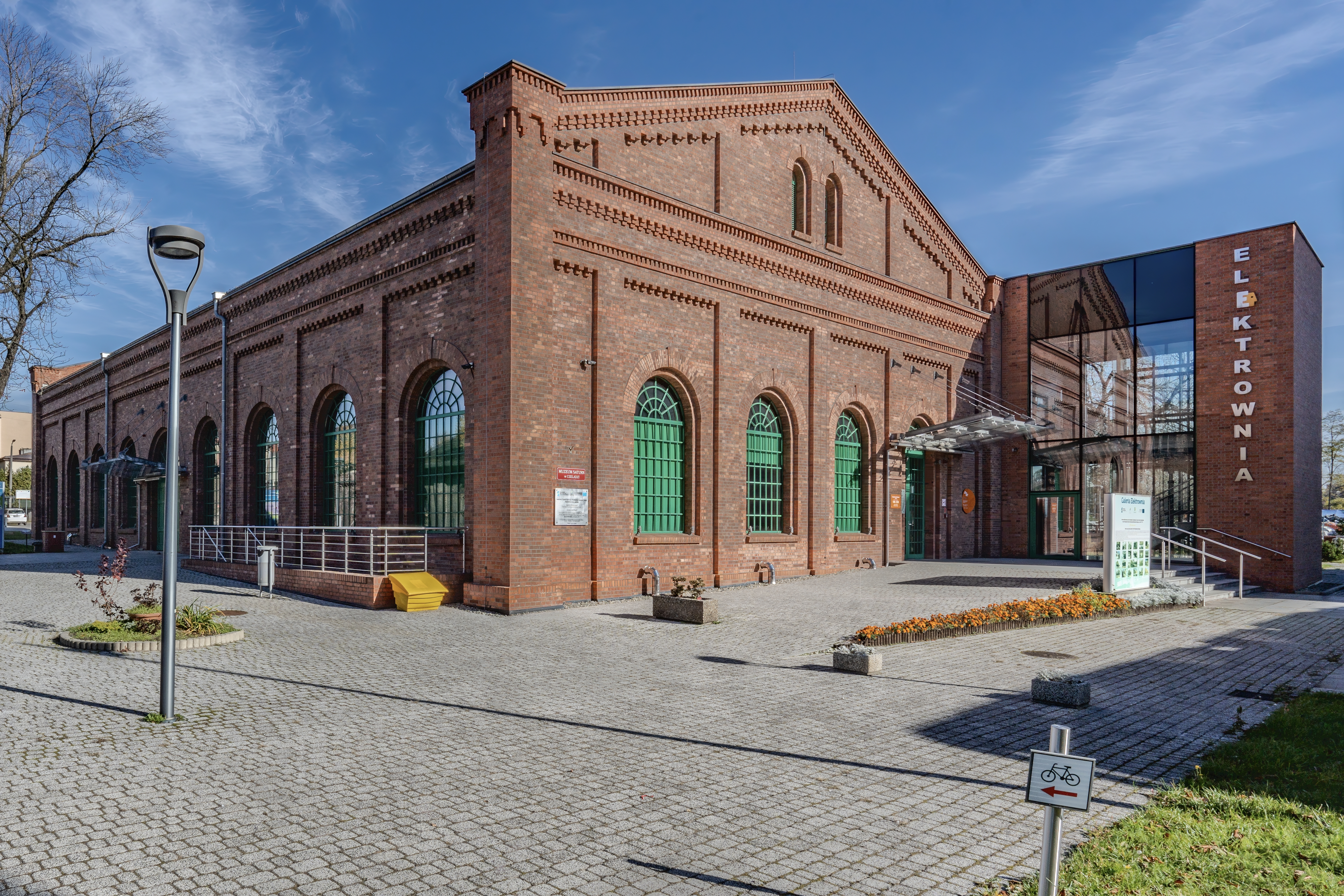
Galeria Sztuki Współczesnej Elektrownia

Na pokopalnianych terenach funkcjonuje obecnie Centralny Zakład Odwadniania Kopalń. W mieście swoje siedziby mają m.in.: filia fabryki urządzeń grzewczych „Buderus”, PEG S.A. Przedsiębiorstwo Elektrotechniki Górniczej, Man-Star Trucks (regionalne centrum obsługi samochodów MAN) oraz Bergerat Monnoyeur Sp. z o.o – przedstawiciel marki Caterpillar (siedziba regionu Katowice). Ponadto istnieje wiele innych średnich i małych firm, które kształtują gospodarcze oblicze miasta.
We Wschodniej Strefie Ekonomicznej stale rozbudowują się wielkie centra logistyczne: GLS (General Logistics Systems Poland Sp. z o.o.), Alliance Silesia Logistics Center (Menard Doswell & Co) oraz Panattoni Park Czeladź.
We wschodniej części miasta, przy drodze krajowej nr 94 znajduje się Centrum Handlowe M1 (pierwsze w Polsce) i hurtownia budowlana Platforma. W Czeladzi jest również osiem dyskontów spożywczych: Biedronka (4 sklepy), Lidl, Mila oraz Netto.
W mieście znajdują się następujące hotele:
- Hotel Szafran – czterogwiazdkowy, tuż obok restauracja Szafranowy Dwór
- Pałac Saturna – termy rzymskie, hotel, spa
- Hotel Rycerski
- Hotel MOSiR
- Hotel pod Filarami

Czeladź posiada udziały w Górnośląskim Towarzystwie Lotniczym S.A., które zarządza Międzynarodowym Portem Lotniczym Katowice w Pyrzowicach (0,003%) oraz akcje Tramwajów Śląskich S.A. (0,74%).
Czeladź należy do zgromadzenia Zarządu Transportu Metropolitalnego.
W ramach projektu we Wschodniej Strefie Ekonomicznej przygotowano 18 ofert inwestycyjnych. W przyszłości przewiduje się uzbrojenie kolejnych terenów i budowę dwóch pozostałych dróg – ul. Wschodniej i ul. Północnej.
Według aktualnych planów zagospodarowania przestrzennego w różnych częściach miasta zlokalizowanych jest także osiem terenów pod duże inwestycje mieszkaniowe.

## Oświata
Placówki oświatowe w mieście:
- Żłobek Miejski w Czeladzi
- Przedszkole Publiczne nr 1
- Przedszkole Publiczne nr 4
- Przedszkole Publiczne nr 5
- Przedszkole Publiczne nr 7
- Przedszkole Publiczne nr 9
- Przedszkole Publiczne nr 10
- Przedszkole Publiczne nr 11
- Szkoła Podstawowa nr 1 w Czeladzi
- Szkoła Podstawowa nr 2 w Czeladzi
- Szkoła Podstawowa nr 3 w Czeladzi
- Szkoła Podstawowa nr 4 w Czeladzi
- Szkoła Podstawowa nr 5 w Czeladzi
- Szkoła Podstawowa nr 6 w Czeladzi
- Szkoła Podstawowa nr 7 w Czeladzi
- Zespół Szkół Specjalnych w Czeladzi
- Kolegium Pracowników Służb Społecznych
- Zespół Szkół Ogólnokształcących i Technicznych w Czeladzi

## Kultura

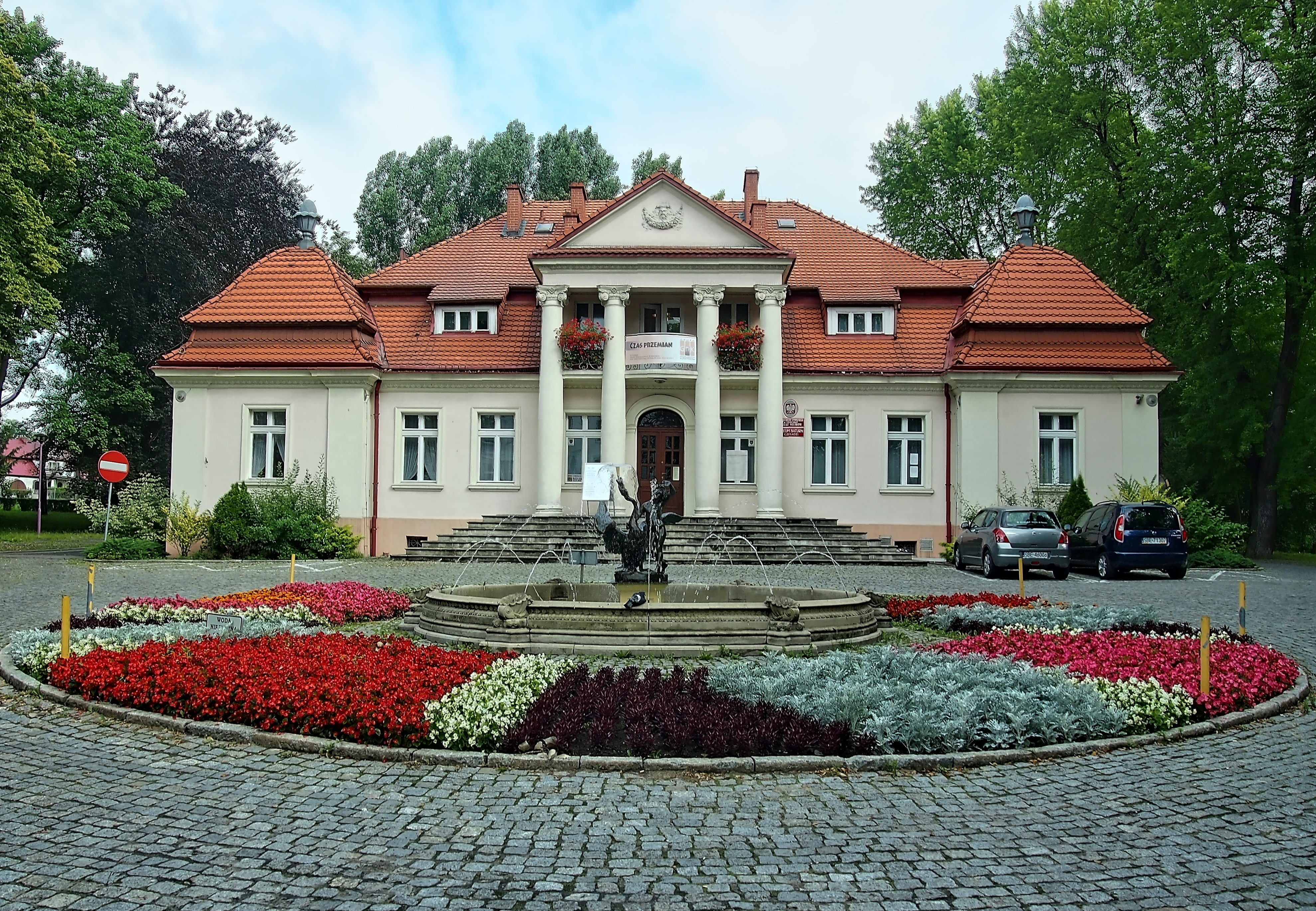
Muzeum Saturna

Życie kulturalne jest wspierane przez takie instytucje jak: Muzeum Saturn, Miejska Biblioteka Publiczna im. Marii Nogajowej, Spółdzielczy Dom Kultury „Odeon”, Galeria Elektrownia (wpisana na Szlak Zabytków Techniki) i będąca częścią Muzeum Saturn w Czeladzi, Stowarzyszenie Art Traffic, KWK Zapaść (Kopalnia Wspaniałych Klimatów) oraz Stowarzyszenie Miłośników Czeladzi. W styczniu 2017 roku w miejscu dawnego skateparku Traffic (róg ul. Francuskiej i Trznadla) została otwarta Kopalnia Kultury – miejskie centrum społeczno-kulturalne, w którym organizowane są koncerty, spektakle teatralne, uroczystości miejskie, zajęcia dla dzieci, funkcjonuje również Kino Kopalni Kultury.

## Sport

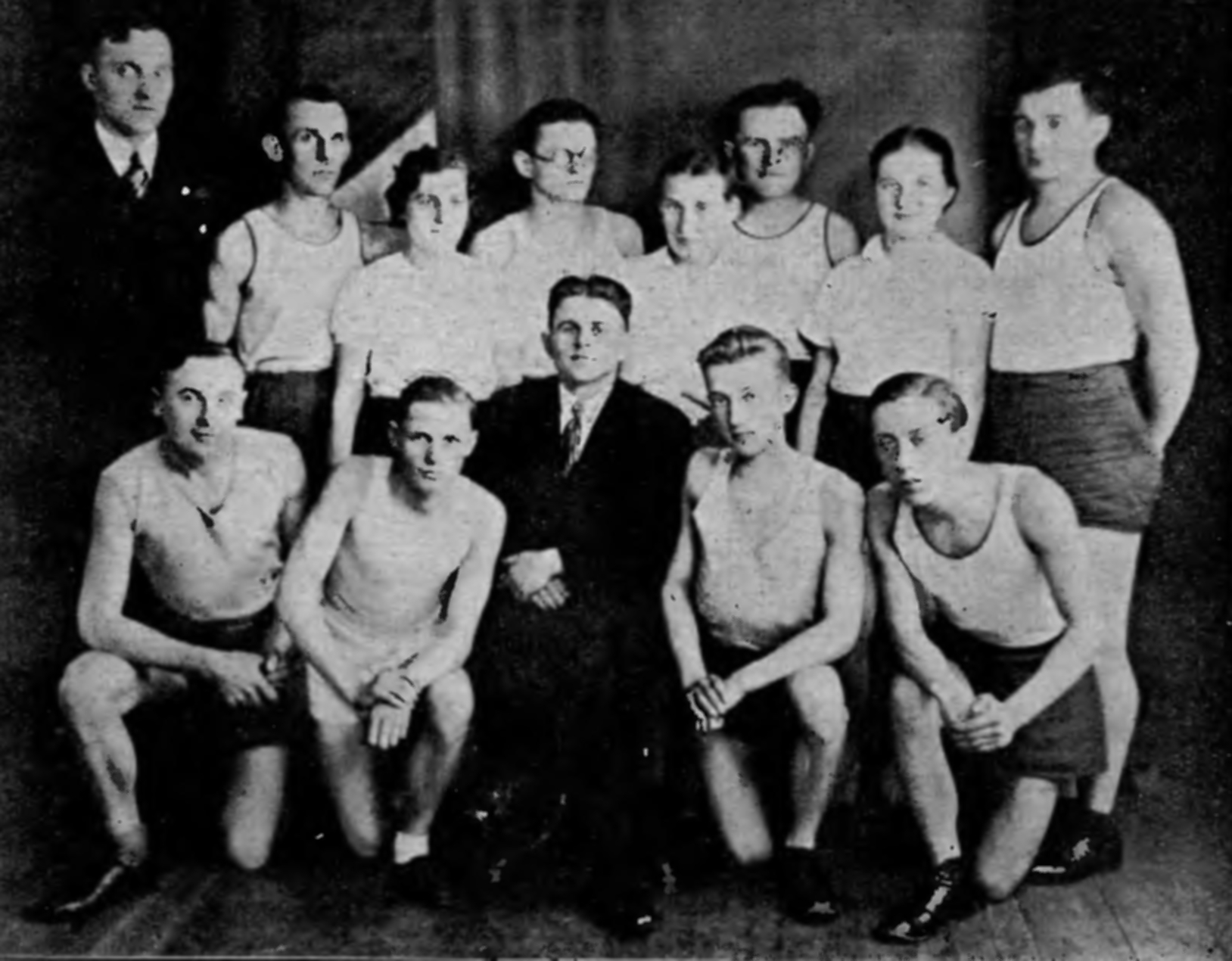
Sekcja lekkoatletyczna Towarzystwa Gimnastycznego „Sokół” w Czeladzi, 1936 r.

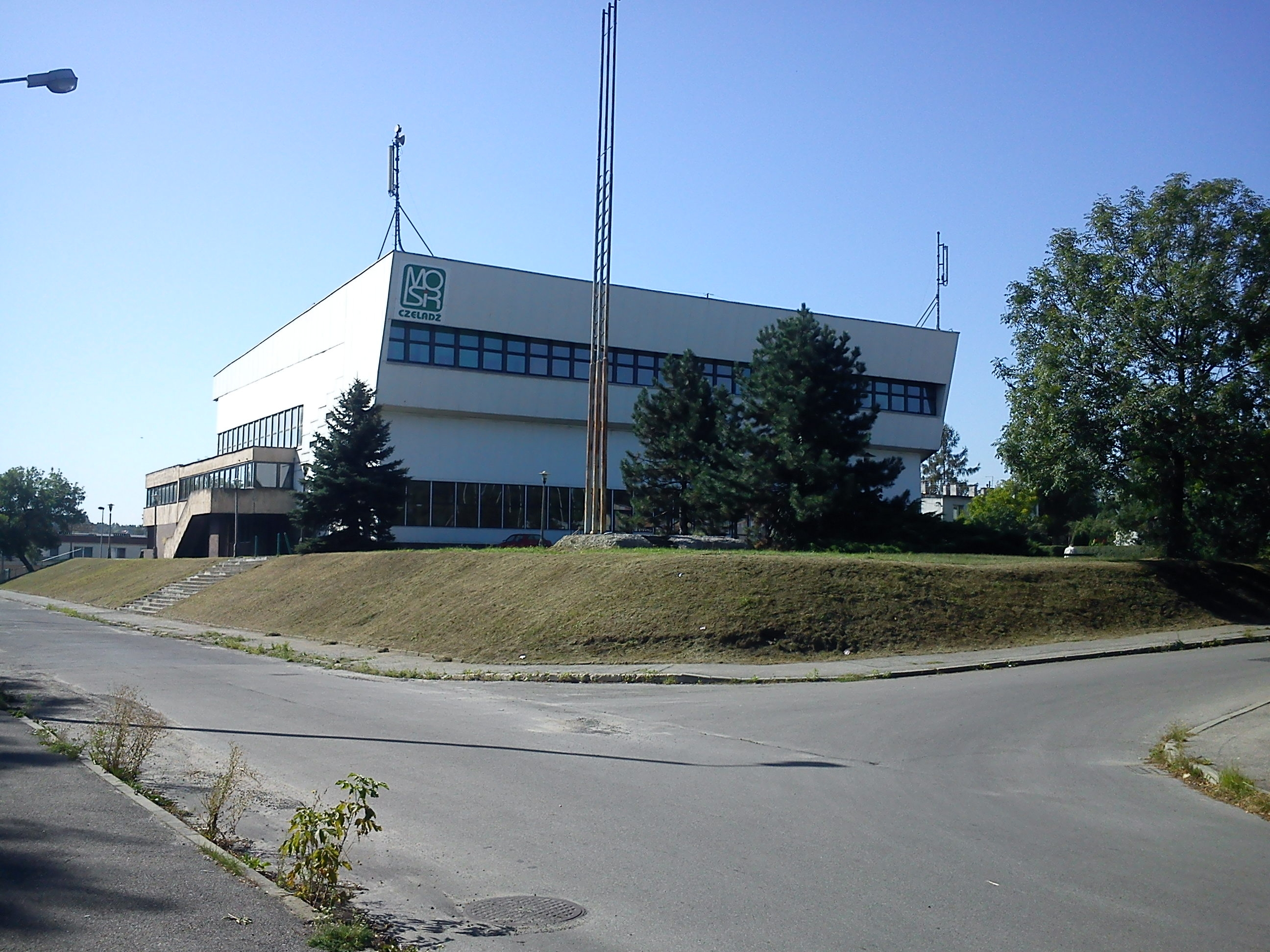
Hala Widowiskowo-Sportowa

Jedną z pierwszych organizacji sportowych było zawiązane w 1906 roku Towarzystwo Gimnastyczne „Sokół” w Czeladzi, które założyło w mieście pierwsze sekcje sportowe. Były to sekcja lekkoatletyczna, szermierki, bokserska, ping-ponga, szachowa oraz gier ruchowych. Działalność organizacji przerwał wybuch II wojny światowej, po której nie została ona reaktywowana ze względu na zakaz działalności wydany przez komunistyczne władze PRL.
W mieście działają obecnie cztery kluby sportowe. Miejski Czeladzki Klub Sportowy posiada wiele sekcji sportowych, m.in. lekkoatletyka, koszykówka, siatkówka, tenis stołowy. Drużyna piłkarska po spadku z V ligi w sezonie 2012/2013 występuje w A klasie podokręgu Sosnowiec. KS Górnik Piaski bazuje na stale rozwijającej się drużynie piłkarskiej grającej w IV lidze. W 2010 r. powstała Akademia Piłki Nożnej Czeladź, która szkoli dzieci i młodzież do wieku juniora. W sezonie 2011/2012 Akademia Piłki Nożnej Czeladź prowadziła rozgrywki w Śląskiej Lidze Trampkarzy rocznika 99/2000. W 2012 r. reaktywowany został przez kibiców piłkarskich Czeladzki Klub Sportowy, który nawiązywać ma do tradycji klubu założonego w 1924 r. W sezonie 2012/2013 klub przystąpiła do rozgrywek B klasy podokręgu Sosnowiec.
- Miejski Czeladzki Klub Sportowy (MCKS)
- KS Górnik Piaski
- Akademia Piłki Nożnej Czeladź
- Czeladzki Klub Sportowy (CKS)

W Czeladzi znajdują się dwa stadiony piłkarskie:
- Stadion MOSiR im. J. Pawełczyka przy ul. Sportowej 7 z bieżnią lekkoatletyczną, o pojemność ok. 20000 miejsc, obecnie ok. 1000 miejsc siedzących w tym 150 pod zadaszeniem[potrzebny przypis], na co dzień obiekt klubu MCKS Czeladź;
- Stadion MOSiR przy ul. Mickiewicza, pojemność 900 miejsc, w tym 150 siedzących[potrzebny przypis], na co dzień obiekt klubu Górnik Piaski;

Ponadto na terenie miasta znajduje się aktualnie sześć nowoczesnych obiektów ze sztuczną nawierzchnią:
- dwa boiska typu Orlik 2012 (przy Zespole Szkół nr 1 i Szkole Podstawowej nr 3)
- dwa przyszkolne boiska sportowe (przy Szkole Podstawowej nr 7 i Miejskim Zespole Szkół)
- boisko wielofunkcyjne w Parku harcerskim Kamionka
- pełnowymiarowe boisko treningowe przy ul. Sportowej z trybuną dla 236 osób[potrzebny przypis]

Przy ul. Sportowej 2 znajduje się hala widowiskowo-sportowa MOSIR o łącznej powierzchni 3825 m² z widownią na 540 miejsc siedzących, przystosowana do gier zespołowych, a przy ul. Legionów 119 kompleks otwartych basenów wraz z zapleczem socjalnym, budynkiem restauracyjnym i boiskiem do piłki plażowej.
W 2011 Stowarzyszenie Kibiców CKS Czeladź (SKCC) przystąpiło do organizacji Czeladzkiej Ligi Amatorów, która we wrześniu 2012 inauguruje już IV edycję. Od II edycji z uwagi na duże zainteresowanie rozgrywki prowadzone są na dwóch szczeblach – I i II ligi.
Od września 2018 roku na terenie miasta organizowany przez stowarzyszenie Czeladź Biega jest także Cross Saturna. W sierpniu 2019 roku odbyła się jego druga, a w czerwcu 2022 roku trzecia edycja. Wydarzenie obejmuje bieg oraz marsz nordic walking.

## Termy Rzymskie
W Czeladzi przy ulicy Dehnelów 2 powstał w 2010 roku obiekt wellness and spa pod nazwą Termy Rzymskie obejmujący kompleks basenów, jacuzzi, saun oraz łaźni parowych. W ośrodku utworzono także pierwsze łaźnie piwne BBB w Polsce. Termy uzyskały popularność wśród miłośników saunowania z całej Polski. Obiekt uzyskał rekomendację Polskiego Towarzystwa Saunowego. W Termach Rzymskich odbywają się cykliczne noce saunowe. Tu również organizowane są Mistrzostwa Polski w saunowaniu. Pod koniec 2020 roku otwarto na terenie czeladzkich Term Rzymskich największą saunę na świecie przypominającej kształtem Colosseum zdolną pomieścić 300 osób na powierzchni 200 metrów kwadratowych.

## Transport

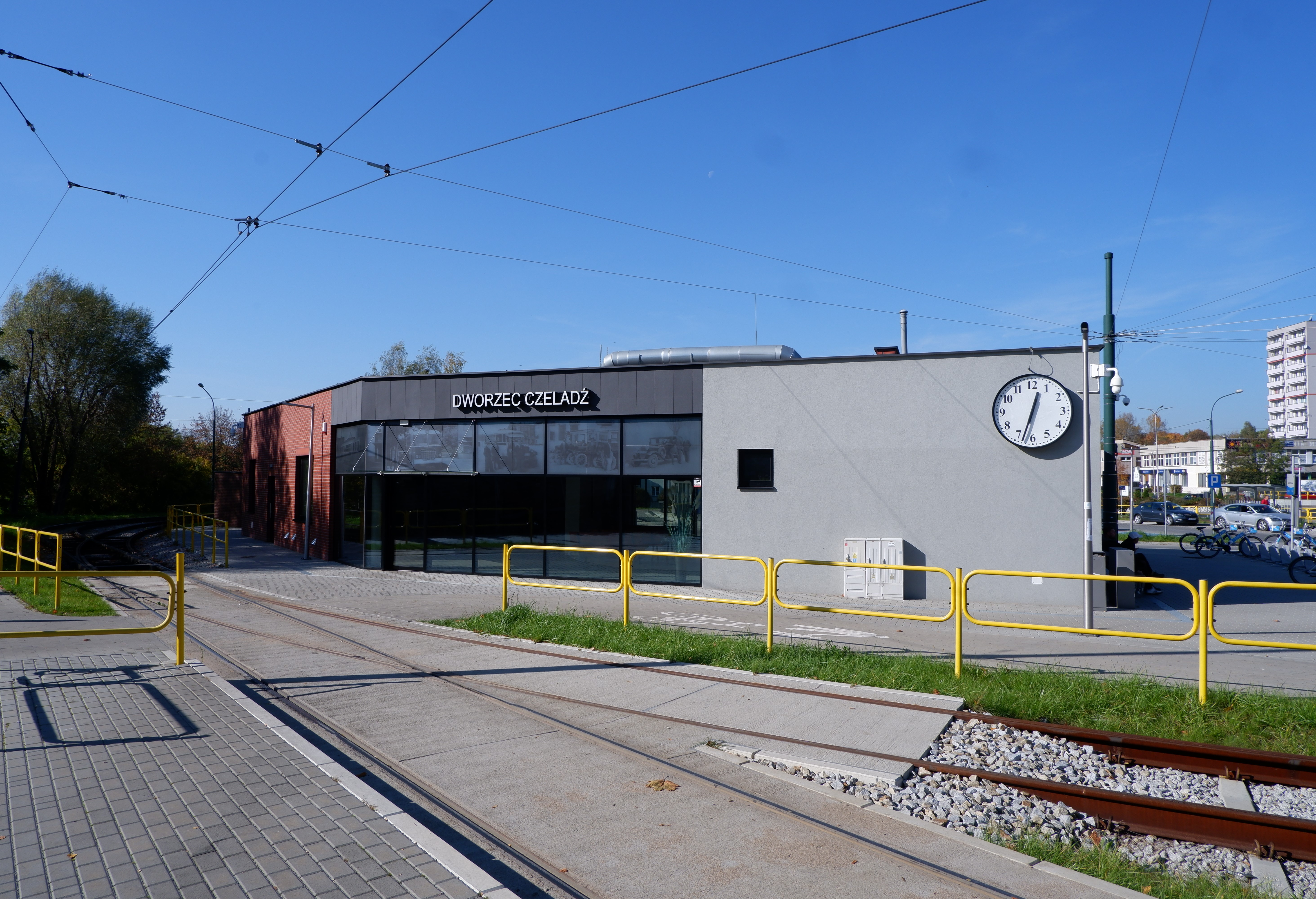
Dworzec komunikacji miejskiej

Przez miasto przebiega droga krajowa nr 94 z Wrocławia do Krakowa. Po granicy z Będzinem przebiega także droga krajowa nr 86 z Tychów do węzła drogowego w Podwarpiu. Komunikację zapewniają linie autobusowe 11, 27, 35, 42, 43, 61, 88, 100, 235, 723, 800, 814, 902N, 904N, 911, 911N, 935 oraz pospieszne M17 i M25. Połączenie zapewnia również linia tramwajowa 22 (aktualnie zastępcza komunikacja autobusowa Z-22, z powodu prac modernizacyjnych na odcinku linii). Umożliwiają one dojazd do Będzina, Sosnowca, Katowic, Siemianowic Śląskich, Bytomia, Mysłowic, Dąbrowy Górniczej oraz Wojkowic.

## Administracja i polityka
Czeladź jest gminą miejską. Mieszkańcy wybierają do Rady Miejskiej w Czeladzi – 21 radnych. Organem wykonawczym samorządu jest burmistrz miasta, którym obecnie jest Zbigniew Szaleniec.

### Rada Miasta
| Ugrupowanie                           | Kadencja 2002-2006 | Kadencja 2006-2010 | Kadencja 2010-2014 | Kadencja 2014-2018   |
| ------------------------------------- | ------------------ | ------------------ | ------------------ | -------------------- |
| Sojusz Lewicy Demokratycznej          | 10 (SLD-UP)        | 6 (LiD)            | 7                  | 3 (SLD Lewica Razem) |
| Platforma Prawa i Obywateli           | 2                  | –                  | –                  | –                    |
| Forum Nowa Czeladź                    | 6                  | –                  | –                  | –                    |
| Sojusz dla Czeladzi                   | 3                  | –                  | –                  | –                    |
| Prawo i Sprawiedliwość                | –                  | 3                  | –                  | –                    |
| Platforma Obywatelska                 | –                  | 9                  | 11                 | 11                   |
| Porozumienie Obywateli                | –                  | 3                  | –                  | –                    |
| Przyszłość Czeladzi                   | –                  | –                  | 1                  | –                    |
| Forum Czeladzian                      | –                  | –                  | 2                  | –                    |
| Czeladzka Inicjatywa Samorządowa      | –                  | –                  | –                  | 3                    |
| Nowoczesna Czeladź Stanisława Pisarka | –                  | –                  | –                  | 3                    |
| Czeladzka Lewica                      | –                  | –                  | –                  | 1                    |

## Podział terytorialny

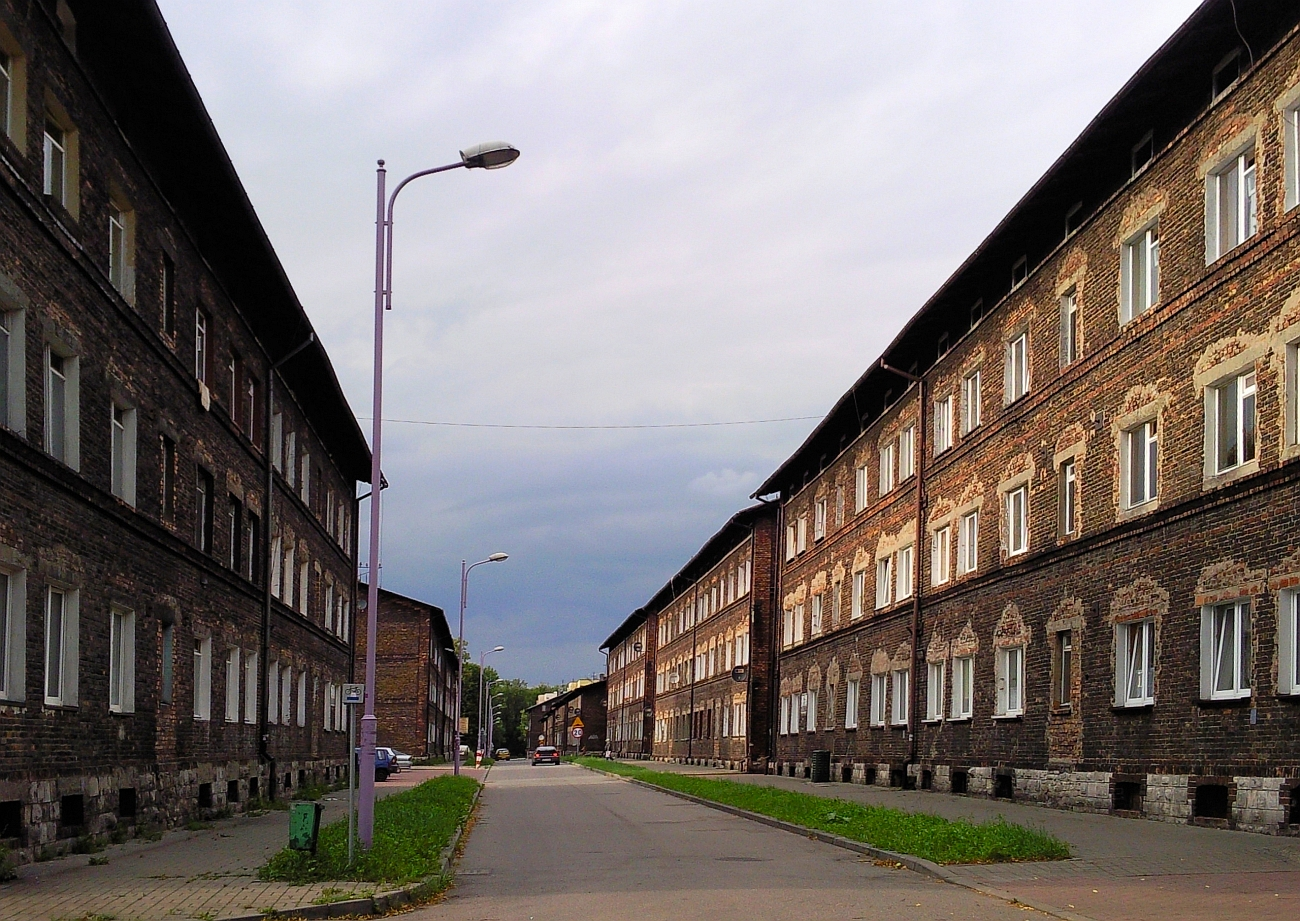
Stare, górnicze osiedle robotnicze przy ulicy 21 Listopada, wybudowane po 1870 roku dla pracowników kopalni Saturn

Według Krajowego Rejestru Urzędowego Podziału Terytorialnego Kraju Czeladź (kod 2401021) dzieli się na następujące części (stan na 08.2012):
- Brazylia
- Czeladź
- Kolonia Małobądz
- Kolonia Rożka
- Madera
- Piaski

Samorząd Czeladzi nie utworzył do tej pory jednostek pomocniczych gminy, tzn. dzielnic, osiedli lub sołectw.

## Miasta partnerskie
- Auby[36]
- Żydaczów[37]
- Viesīte[38]
- Várpalota[39]

## Wspólnoty wyznaniowe

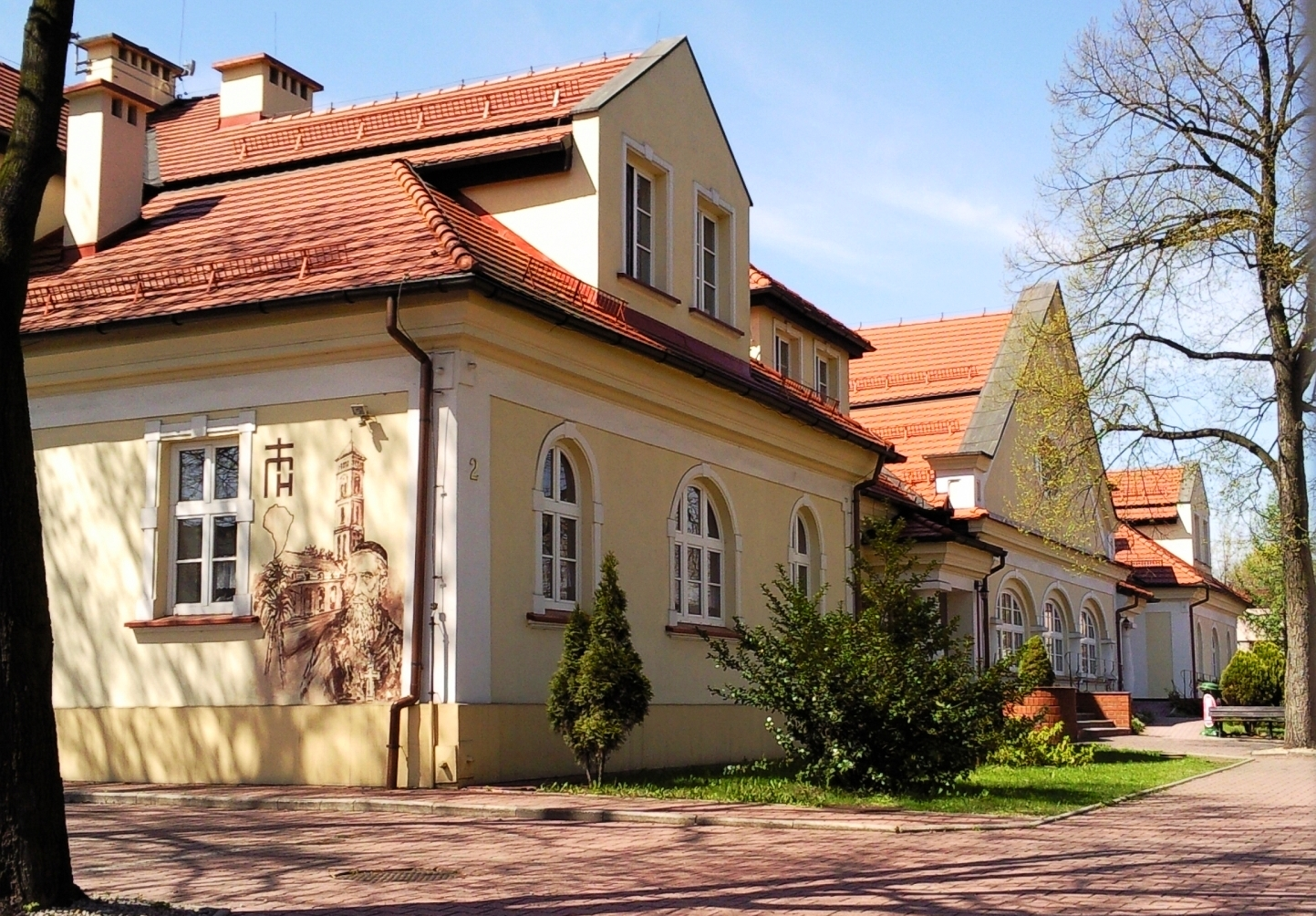
Dom Zakonny Kongregacji Misjonarzy z Mariannhill

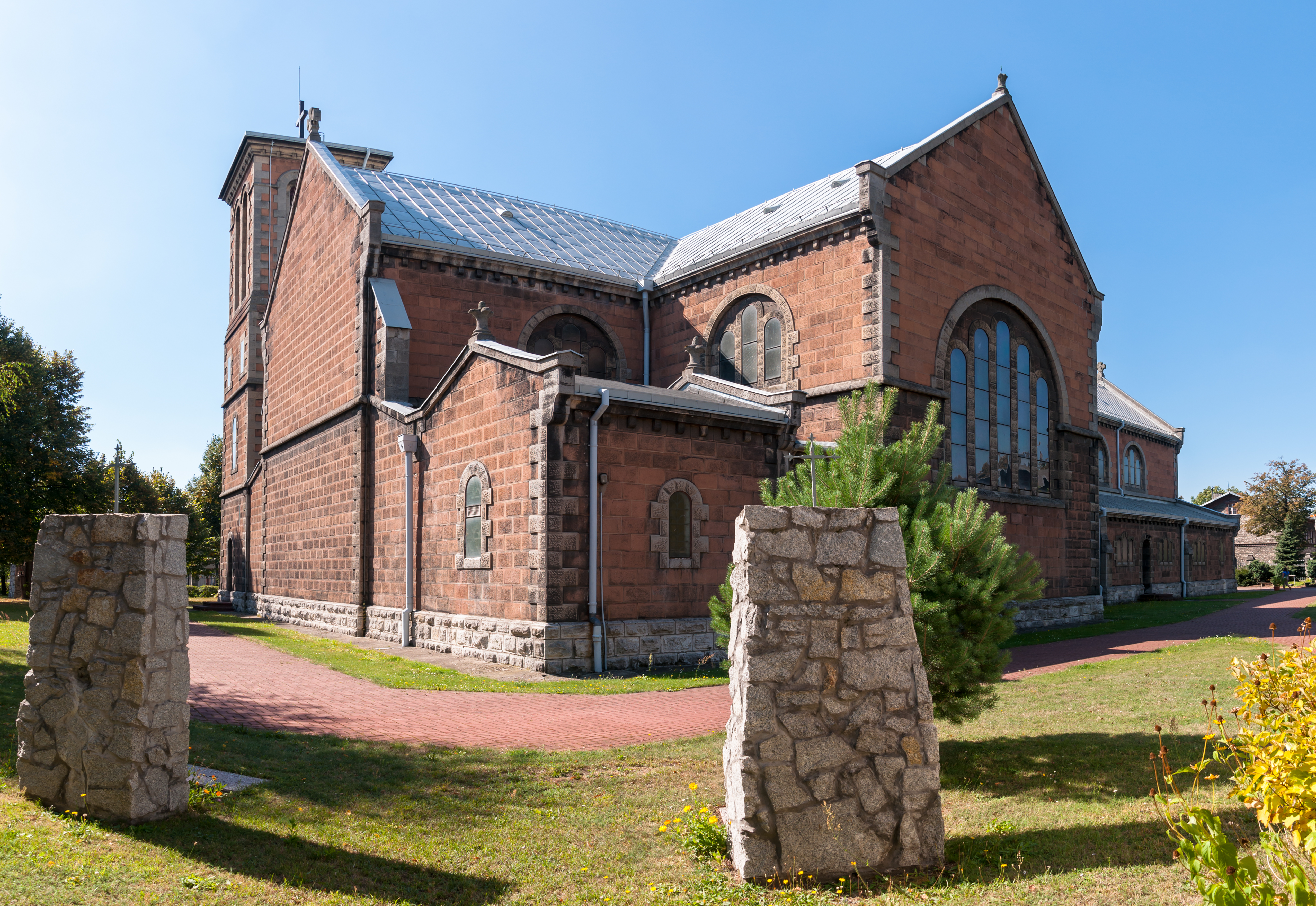
Kościół Matki Bożej Bolesnej

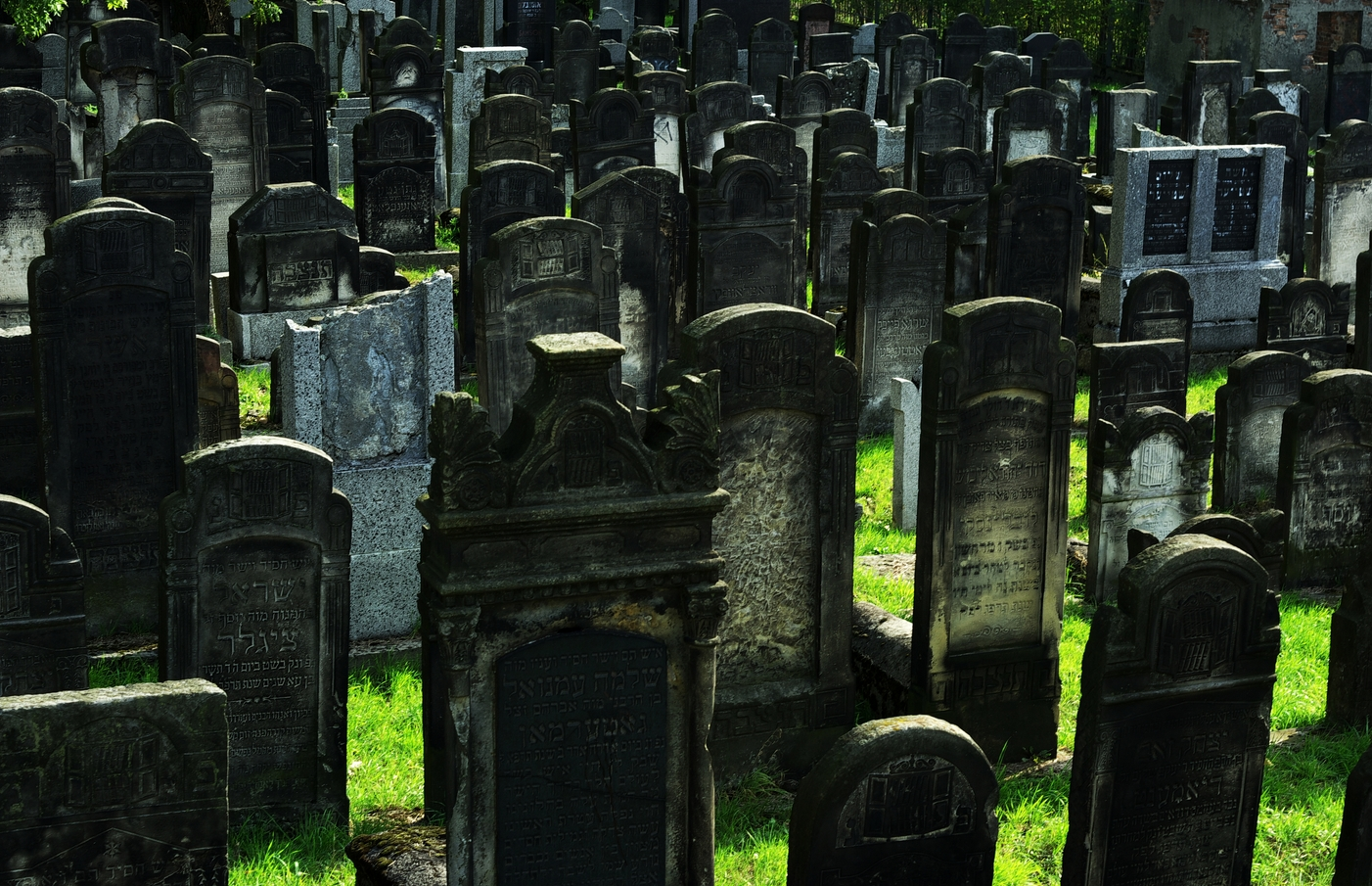
Cmentarz żydowski

- Kościół Chrześcijan Dnia Sobotniego:
  - zbór w Czeladzi[40]
- Kościół rzymskokatolicki:
  - parafia św. Mateusza Apostoła[41]
  - parafia Świętych Archaniołów Michała, Gabriela, Rafała[41]
  - parafia Najświętszej Maryi Panny Bolesnej[41]
  - parafia św. Stanisława Biskupa i Męczennika[41]
  - parafia św. Wojciecha Biskupa i Męczennika[41]
- Kościół Zielonoświątkowy w RP:
  - zbór „Społeczność Chrześcijańska Przystań”[42]
- Świadkowie Jehowy (Sala Królestwa ul. Reymonta 78)[43][44]:
  - zbór Czeladź-Bloki[43]
  - zbór Czeladź-Miasto[43]
  - zbór Czeladź-Piaski[43]

## Sąsiednie gminy
Będzin, Katowice, Siemianowice Śląskie, Sosnowiec